# Carlo Emanuele Belli
Carlo Emanuele Belli (Roma, 5 ottobre 1818 – Roma, 26 aprile 1888) è stato un militare italiano, insignito della medaglia d'oro al valor militare a vivente.

## Biografia
Nacque a Roma il 5 ottobre 1818, figlio di Bartolomeo e di Anna Nobili. In giovane età, dall'ottobre 1834 al maggio 1836, militò in qualità di cadetto nell'artiglieria dell'Esercito pontificio. Posto in congedo proseguì gli studi e nel 1844 conseguì il diploma di perito agrimensore presso l'Archiginnasio Romano.
Il 1º ottobre 1847 conseguì la nomina a sottotenente della Guardia Civica e l'anno dopo fece parte dei volontari romani che sotto gli ordini del generale Giovanni Durando parteciparono alla prima guerra d'indipendenza italiana, distinguendosi nella difesa di Vicenza fra il 5 e il 10 giugno.
Rientrato a Roma nel novembre dello stesso anno, passò al servizio del Governo provvisorio della Repubblica Romana con il grado di tenente in 2ª dell'artiglieria e si distinse nel combattimento del 30 aprile 1849 a Porta San Pancrazio, con le truppe volontarie di Giuseppe Garibaldi, rimanendovi ferito.
Avvenuta la restaurazione del Governo Pontificio nel luglio 1849, rifiutò qualsiasi compromesso politico e fu tra quelli che auspicarono la totale indipendenza dell'Italia dall'influenza dell'Impero austriaco.
Nel 1859, quando il Regno di Sardegna, sostenuto dalla Francia, consegnò la dichiarazione di guerra all'Austria, si arruolò come ufficiale nelle truppe del Governo provvisorio della Romagna e, con il grado di tenente, fu assegnato al 20º Reggimento fanteria della Divisione Mezzacapo. Fu promosso capitano il 16 agosto 1859. Con decreto del Governatore generale delle province dell'Emilia, nel gennaio 1860 passò in servizio attivo presso i battaglioni di guarnigione al Brescello, testa di ponte sul Po per la difesa del territorio; poi, dopo due mesi, entrò a far parte dell'Armata sarda, assegnato al 12º Reggimento fanteria.
Il 25 giugno 1865 fu promosso maggiore nel 70º Reggimento fanteria della brigata Ancona con l'incarico di relatore. Nel settembre 1866 si trovava di guarnigione a Palermo come comandante il deposito del reggimento che aveva sede nel forte di Castellammare situato nella parte più alta della città. Nella notte del 16 settembre scoppiò una insurrezione ed egli, con i pochi uomini a disposizione, provvide alla difesa del forte e resistette coraggiosamente a tutti i tentativi degli insorti per impadronirsi del deposito, delle due polveriere e di 27.000 fucili che lì erano conservati.
Fu perciò decorato della medaglia d’oro al valor militare Con Regio Decreto 31 gennaio 1867 fu insignito della medaglia d'oro al valor militare a vivente.
Posto in aspettativa nell'ottobre 1868, si diede all'insegnamento di lingue straniere e visse in povertà. Si spense a Roma il 26 aprile 1888.